# Christian Ignatius Latrobe
Christian Ignatius Latrobe (Fulneck, Yorkshire, 12 de febrer de 1758 - Fairfield, Lancashire, 6 de maig de 1836) fou un pintor i compositor anglès. Fou el pare del també compositor John Antes Latrobe.
També va ser clergue de l'Església Morava, carrera que el port a romandre molt de temps a Niesk, retornant a Anglaterra el 1784.
Va compondre diversos concerts per a piano, variacions pel mateix instrument, himnes, Te Deum, Antífones, Misereres, etc., i una col·lecció de música religiosa publicada entre 1806 i 1812, introduí la música sacra de Haydn, Mozart i Pergolesi al públic anglès.